# Clément Janequin
Clément Janequin [Jannequin, Jennequin] est un compositeur, chantre et prêtre français (né à Châtellerault vers 1485 et mort à Paris entre janvier et avril 1558), connu pour les nombreuses chansons polyphoniques qu’il a composées.

## Biographie

### Châtellerault et Luçon
La famille de Janequin est originaire de Châtellerault ; elle est sans doute aisée puisque ses parents Étienne Janequin et Louise Liachère y possèdent deux maisons, trois terres et plusieurs jardins aux environs. Clément est probablement né à Châtellerault mais on n’en a pas la preuve ; il a un frère Simon, marié à Claudine Jagoys. On n'a pas de trace concrète de ses études musicales mais on peut raisonnablement supposer qu’elles ont été suivies dans une maîtrise de Châtellerault, probablement celle de l’église collégiale Notre-Dame qui disposait d’un chœur de six enfants et six adultes depuis la fin du XVe siècle.
Sa formation a-t-elle été achevée à Châtellerault ou continuée ailleurs ? On sait qu’en août et septembre 1505 Janequin était clerc, dans l’entourage de Lancelot du Fau, vicaire général de l’archevêque de Bordeaux et chanoine de Saintes et de Bordeaux. Ce grand personnage – futur évêque de Luçon en 1515 – se l’était-il attaché en le faisant sortir de la maîtrise ? Deux actes de 1505 situent Janequin à l’abbaye de Pleine-Selve et à Saintes, en tant que clerc de Lancelot du Fau.
Le premier élément connu sur sa carrière professionnelle est un acte d’un procès qu’il soutient en février 1507 contre l’évêque de Luçon, Pierre II de Sacierges. Janequin était alors « maître des choristes » de l’église de Luçon (la cathédrale) ; il avait été accusé d’avoir eu des relations avec des « femmes impudiques » pendant la Semaine sainte. D’abord puni de jeûne, Janequin réitère sa conduite et il est cette fois appelé à comparaître devant le remplaçant de l’évêque. Il est excommunié, déchu de son emploi et mis en prison (de courts séjours dans les prisons épiscopales étaient une réalité à l'époque pour des délits mineurs, de différentes natures). Libéré trois semaines plus tard, il est à nouveau appelé à comparaître car l’évêque ne reconnaît pas à son remplaçant la capacité à juger cette cause. D’abord condamné par contumace parce qu’il est absent de Luçon, Janequin est ensuite condamné au jeûne tous les vendredis, à une amende et suspendu dans ses bénéfices ecclésiastiques. Janequin fait appel devant le Parlement de Paris ; c’est cette source qui a été redécouverte récemment.

### Un silence, puis Bordeaux
Entre 1507 et 1525, un silence de dix-huit ans obscurcit la biographie de Janequin. Même en supposant qu’il reste à Luçon quelques années et qu’il arrive à Bordeaux en 1523 à la suite de la mort de son protecteur Jean du Fau, il reste un silence de dix à quinze ans...
Paradoxalement, c’est durant cette période obscure que Janequin se fait largement connaître. Sa chanson La Guerre est évidemment écrite à la suite de la bataille de Marignan (1515), et d’autres chansons (telle Or sus vous dormez trop dite aussi L’Alouette) circulent dès les années 1510. Il est présent dans les premières publications de Pierre Attaingnant à Paris dès 1528 ; celui-ci lui consacre cette année-là un volume entier contenant cinq chansons, signe d’une renommée déjà solidement établie. Une édition vénitienne publiée en 1520 montre que sa renommée avait déjà franchi les Alpes.
En 1525, on retrouve Janequin établi à Bordeaux, comme prêtre. Il se dit au service de Jean de Foix (archevêque), archevêque de Bordeaux, au moins jusqu’en 1528. Il n’est tenu là à aucune charge musicale et bénéficie de plusieurs revenus ecclésiastiques : l’office de préposé aux messes anniversaires du diocèse de Bordeaux jusqu’en 1529, la cure de Saint-Michel-de-Rieufret de 1526 à 1528, chanoine de Saint-Émilion de 1525 à 1528 ou 1529. Rien qui l’occupe beaucoup, puisque ces bénéfices sont en général confiés à un vicaire en échange d'une partie des revenus. Le cumul de ses revenus est alors estimé à 350 lt (livres tournois) par an. On peut supposer que cette absence de toute contrainte et la proximité de son protecteur lui laissent du temps pour composer assidûment.
Vers 1530, sans doute en raison du décès de Jean de Foix en 1529, Janequin semble s’être placé cette fois sous la protection de Bernard de Lahet, avocat du roi à l’Amirauté de Guyenne puis au Parlement de Bordeaux, amateur de musique. Il retrouve d’autres bénéfices, tels un diaconat à Garrosse et la cure de Saint-Jean-Baptiste de Mézos, localités des Landes. Qu’il soit brièvement maître des enfants de la cathédrale d'Auch, en 1531, montre qu’il n’avait pas abandonné son savoir-faire maîtrisien. Mais il quitte alors le Bordelais et la Gascogne, où il a résidé entre six ou huit ans (1523 ? – 1531).

### Angers
De 1533 à 1537, Janequin est à Angers où, à partir de 1534, il occupe la charge de maître des enfants de chœur (maître de chapelle) de la cathédrale. Son frère Simon réside dans cette ville. Apparemment protégé par Jean Olivier, évêque d’Angers et poète en contact avec les cercles littéraires proche de Clément Marot, il reçoit aussi deux bénéfices qui dépendent du chapitre de la cathédrale : une cure à Brossay – échangée en 1533 contre une cure à Avrillé - et une chapellenie de la cathédrale.
Durant cette période, il est en contact avec François de Gondi, seigneur des Raffoux, de qui Janequin sera parrain de deux filles en 1533 et 1537. Son séjour à Angers prend fin en 1537 et il est remplacé par Loys Henry à la tête de la maîtrise de la cathédrale.
De cette époque date la fameuse chanson Du beau tétin, écrite sur un poème érotique de Clément Marot (publié en 1535) et mise en musique à 4 parties vocales par Janequin (publication en 1536 par Pierre Attaingnant, in Second livre contenant XXV chansons nouvelles..., no 19 : « Blaison du beau tétin »).

### Un silence encore, puis Paris
La période 1538-1548, encore, n’est pas documentée. Il est localisé en 1548 à Angers, où on le dit « étudiant », donc occupé à acquérir quelques grades universitaires (ceux-ci lui permettraient de prétendre à des bénéfices ecclésiastiques plus rémunérateurs que ceux dont il dispose déjà). En août 1548 il figure également sur un acte en tant que curé d'Unverre en Eure-et-Loir.
Il se retrouve en 1549 à Paris, installé rue de la Sorbonne. Son activité n’y est pas bien connue même si on le suppose s’activant dans l’entourage du cardinal Jean III de Lorraine, de François de Guise ou d'autres notables fréquentant la cour.
En 1555, il réside rue neuve Saint-Sulpice et signe un acte comme « chantre ordinaire de la Chapelle du roi », occupation qui était sans doute honorifique dans la mesure où il avait déjà 70 ans environ – il n’apparaît pas pour autant dans les rôles de la Chapelle.
Il meurt à Paris entre janvier et avril 1558, après avoir rédigé un testament où il se dit « compositeur ordinaire en musique pour le roi », là encore un titre qui se rapporte plus à une dignité qu’à un emploi réel. Peut-être ces charges de chantre de la Chapelle et de compositeur pour le roi lui procuraient-elles ses seuls moyens de subsistance.

### Janequin et FrançoisIer
Un musicien aussi célèbre que Janequin n’a pas pu rester ignoré de la cour du roi de France, et aurait pu solliciter un emploi en sa Chambre ou en sa Chapelle. Plusieurs indices montrent qu’un poste à la cour aurait pu être envisagé. En été 1530, la cour de François Ier passe à Bordeaux, où Janequin aurait pu le rencontrer (il avait composé une chanson en l’honneur du retour de captivité de ses deux fils après la paix des Dames). Janequin compose également, au début des années 1530, trois chansons sur des poèmes du roi, textes également mis en musique par Claudin de Sermisy, qui est depuis 1525 environ sous-maître de la Chapelle du roi. Veut-il attirer l’attention du roi en voulant faire aussi bien que Sermisy ? C’est aussi en 1533 qu’il publie son seul recueil de motets. La réorganisation de la Chapelle royale au début des années 1530 lui a peut-être semblé être l’occasion de solliciter un poste de sous-maître, auquel ses compositions, sa célébrité et ses précédents emplois à la tête d’une maîtrise pouvaient le mener.
Mais rien de tout cela ne s’est concrétisé (sauf à la fin de sa vie, sous Henri II, et encore sous une forme probablement honorifique) : les rôles de la Chapelle et de la Chambre restent muets à son égard. Ainsi, lorsque dans quelques actes du début des années 1530 il se qualifie de « chantre du roi » (appellation dont l’intitulé n’est pas habituel), sans doute a-t-il péché par anticipation...
Pour ce qu’on en connaît, la carrière de Janequin reste atypique : ses charges de maître de chapelle ont été de relativement courte durée, il n’a jamais obtenu à la cour un poste que sa célébrité aurait pu lui désigner, et sans exercer de fonctions ecclésiastiques malgré sa prêtrise il est resté sous la protection de quelques évêques tout en recueillant des bénéfices qui lui permettaient de vivre. Était-il trop préoccupé par son œuvre pour travailler à son avancement ? Avait-il un caractère difficile ? Mais cette carrière reconstituée comporte encore plus de vingt ans d’obscurité ; il est à espérer que de nouvelles découvertes viendront un jour l’éclairer d’un jour nouveau, telle celle, toute récente, de son emploi à Luçon autour de 1507.

## Œuvre
Clément Janequin est considéré comme un des plus grands maîtres français de la première moitié du XVIe siècle ; sa production a dépassé 400 œuvres. Il est surtout connu pour ses chansons, au nombre de 250 environ, production considérable qui n’est dépassée que par celle de Pierre Certon, qui en compose 285, et loin devant Claudin de Sermisy, qui en a laissé 146.

### Messes

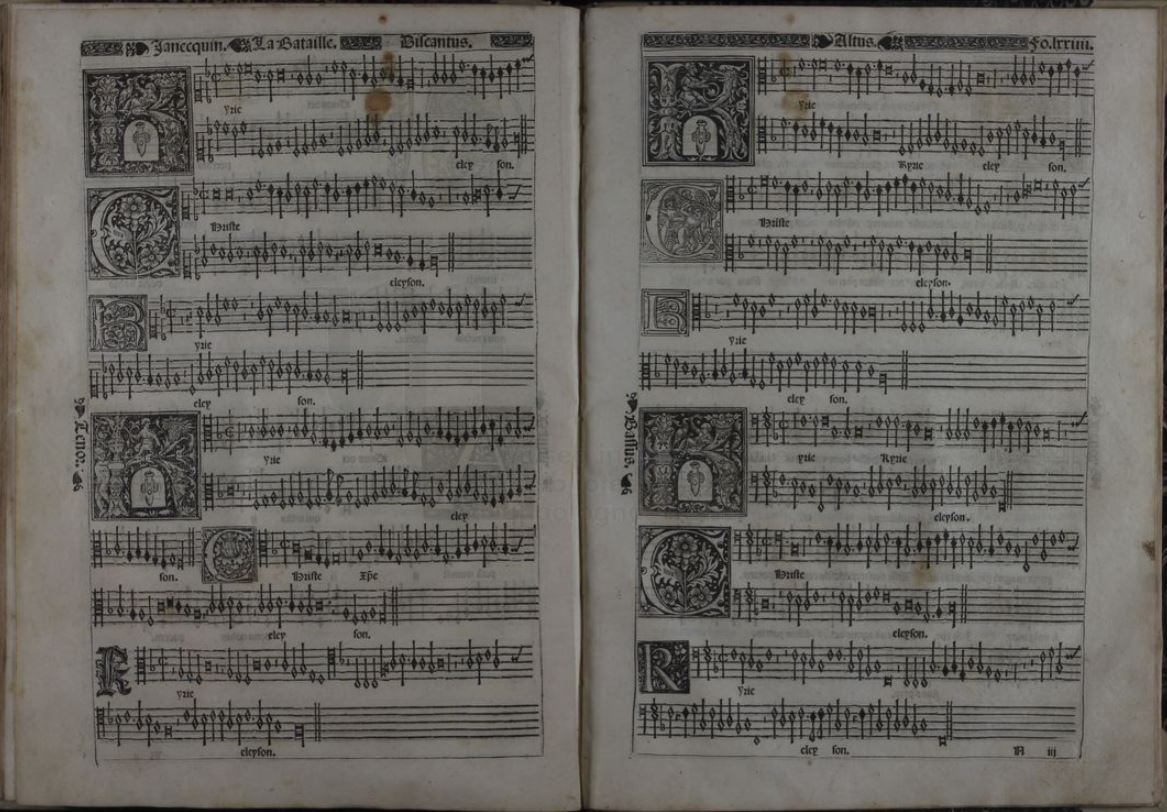
Kyrie de la messe La Bataille (Lyon : Jacques Moderne, 1532).

- Missa L’aveuglé Dieu à 4 v. (dans le recueil des Missæ duodecim [« Douze messes »], Paris : Nicolas Du Chemin, 1554). Lesure 1953 no 36.
- Missa La Bataille à 4 v. (dans le recueil Liber decem missarum [« Livre de dix messes »], Lyon, Jacques Moderne, 1532). RISM [1532]8, Pogue 1969 no 3. Voir aussi RISM J 458.
  - Publiée par Henry Expert (Paris : Salabert, 1947, rééd. 1996). Publiée par Jacques Barbier (Lille, Domaine musiques, [1993]).

Il s’agit de deux messes parodies, dans lesquelles la matière musicale de chansons profanes est reprise sur le texte liturgique, pratique commune à l’époque. Dans le cas de la seconde messe, c’est une auto-parodie, puisque cette messe paraphrase et développe les thèmes de sa propre chanson La Bataille.

### Motets
- Sacræ cantiones seu motectæ quatuor vocum[8]. Paris : Pierre Attaingnant, 1533. In-4° obl. Heartz 1969 no 43. Cette édition, perdue, est citée en 1855[9]. Peut-être ce recueil contenait-il les motets suivants, qui sont les seuls dont on a les titres ?
- Congregati sunt à 4 voix, dans le recueil Liber cantus (vocum quatuor) triginta novem motetos habet...  (Ferrare, J. de Buglhat, 1538, in-8° obl.). RISM 15385. C’est le seul motet connu de Janequin.
  - Publié par François Lesure (Monaco : L. B. M. Dyer, 1950. 2°, 8 p.).
- Sperantis modulatio (perdu, cité d’après Chapman 1968 no 145).
- Gabriel Angelus, fragment inexploitable copié dans le manuscrit M.5 de la bibliothèque capitulaire de Trévise, vers 1559-1570. Il est cité d’après les anciens catalogues de cette bibliothèque (voir le détail sur le site de Rolf Norsen).

### Psaumes et chansons spirituelles

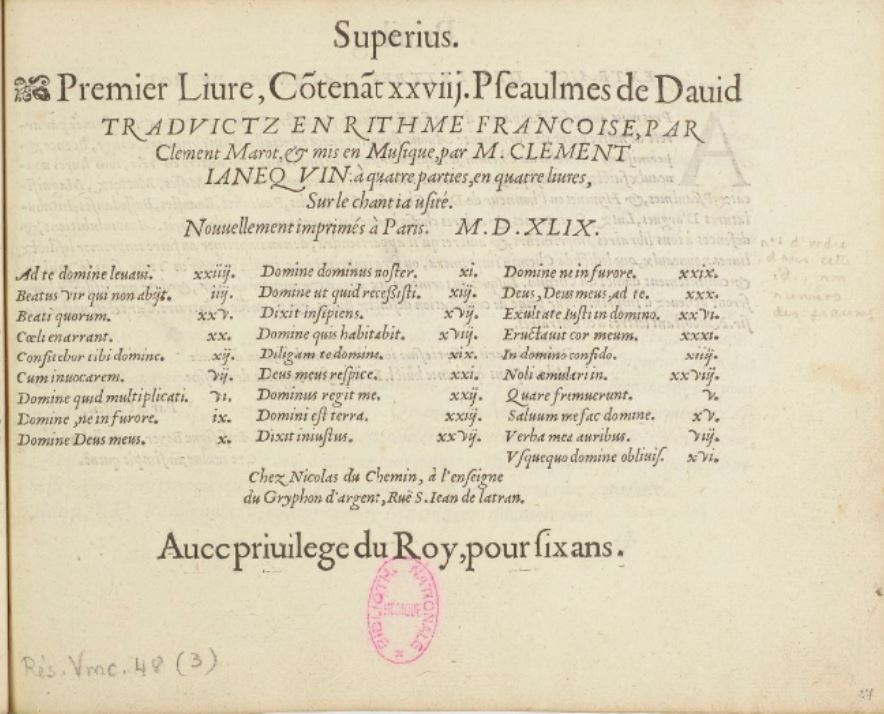
Page de titre du Premier livre contenant xxviii Pseaulmes de David (Paris : Du Chemin, 1549). Paris BnF Gallica.

La production spirituelle de Janequin est considérable, qui prouve bien qu’il a suivi de près l’évolution et les formes du répertoire musical protestant. Hélas, toutes les éditions sont plus ou moins incomplètes, mais pour certaines on peut en reconstituer la musique.
- Premier livre, contenant xxviii pseaulmes de David traduictz en rithme[11] françoise, par Clement Marot, et mis en musique par M. Clement Janequin ; à quatre parties, en deux livres, sur le chant ja usité. Paris : Nicolas Du Chemin, 1549. 2 vol. in-4° obl. Lesure 1953 no 1.

De ce livre on ne connaît que la partie de Contratenor et Bassus. On peut y ajouter la partie de Tenor qui reprend les mélodies officielles du Psautier de Genève, publiées à Lyon en 1548 chez G. et M. Beringen.
- Second livre des chansons et cantiques spirituels. Le tout mis en musique à quatre parties, en quatre livres, par M. Clement Janequin. Paris : Nicolas Du Chemin, 1555. 4 vol. in-4° obl. Lesure 1953 Supplément II, no 41 bis, RISM J 453.

Seule la partie de Tenor est connue.
- Premier livre contenant plusieurs chansons spirituelles, avec les Lamentations de Jérémie: nouvellement composées. Paris : Adrian Le Roy & Robert Ballard, 1556. 4 vol. 8° obl. Lesure 1955 no 18 ter, RISM J 454.

Là encore, seule la partie de Tenor est connue.
- Proverbes de Salomon, mis en cantiques, & rime françoise, selon la vérité hébraique ; nouvellement composés en musique à quatre parties, par M. Clement Janequin, imprimés en quatre volumes. Paris : Adrian Le Roy & Robert Ballard, 1556. 4 vol. 4° obl. Lesure 1955 no 48, RISM J 455.

Là encore, seules les parties de Tenor et de Bassus sont connues. Toutefois le Superius peut être repris des Proverbes de Salomon mis en musique par François Gindron sur les poèmes d’Accace d’Albiac, sieur du Plessis, publiés à Lausanne par Abel Rivery en 1558. De fait, seul le Contratenor nécessite d’être reconstruit (voir une proposition sur le site de Rolf Norsen).
- Octante deux pseaumes de David, traduits en rithme[11] françoise par Clement Marot & autres, avec plusieurs cantiques, nouvellement composés en musique à quatre parties, par M. Clement Janequin. Paris : Adrian Le Roy & Robert Ballard, 1559. 4 vol. 8° obl. Lesure 1955 no 55, RISM J 457.

Seul le Bassus est connu. Dédicace à la reine de France.

### Chansons

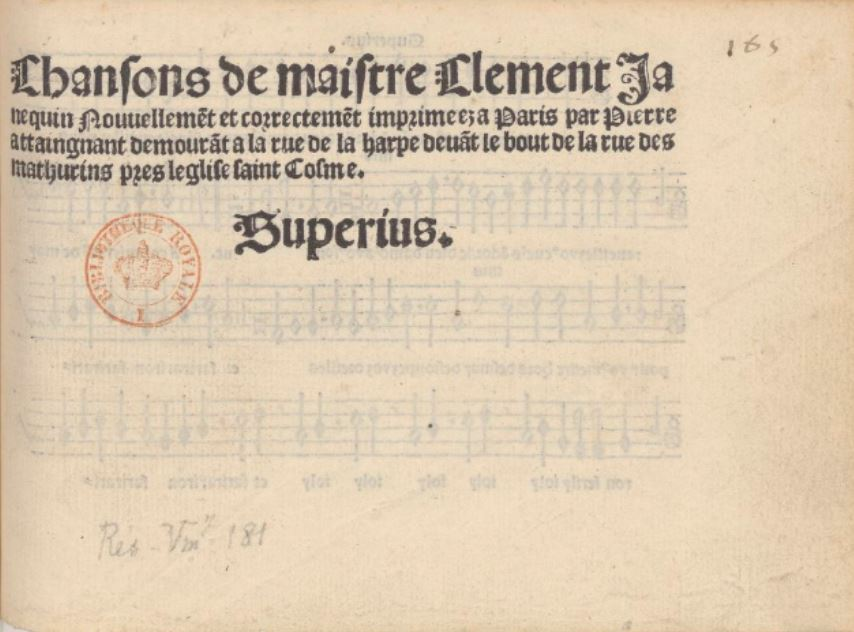
Page de titre des Chansons de Janequin (Paris : Attaingnant, [1528)]. Paris BnF (Gallica).

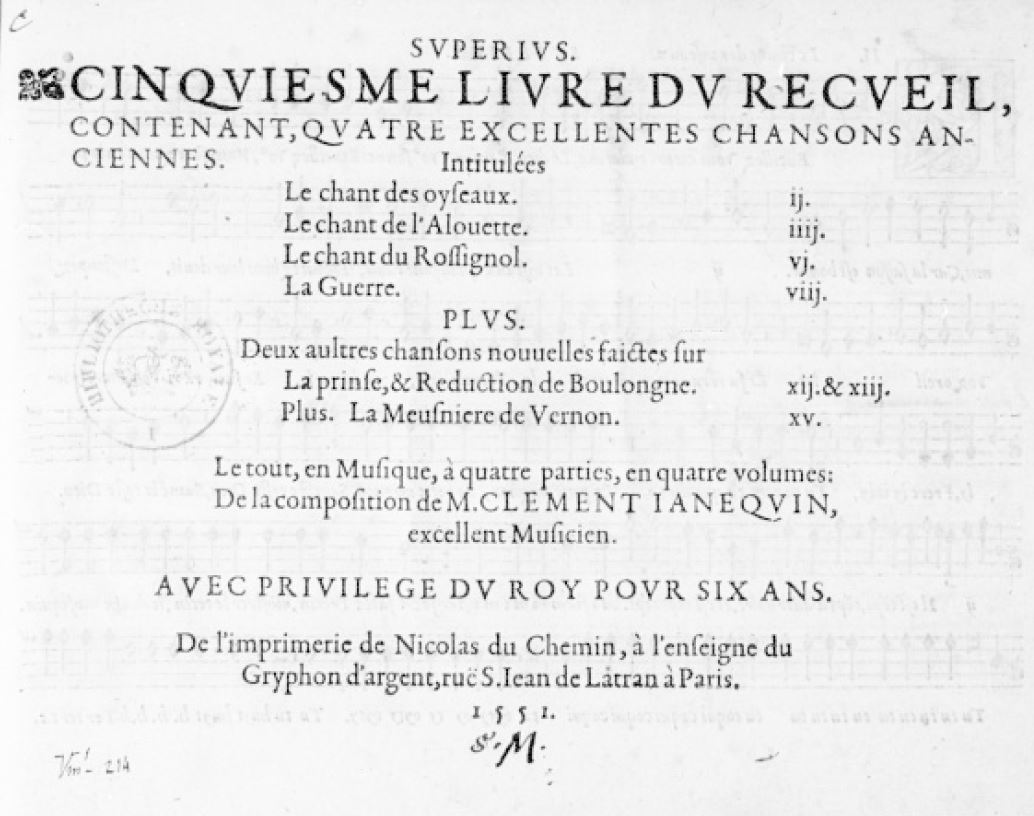
Page de titre du Cinquième livre du recueil (Paris, 1551). Paris BnF (Gallica).

C’est clairement dans le domaine de la chanson que l’œuvre de Janequin est le plus important. Il est surtout publié à Paris, entre 1528 et 1578, avec un apex dans la période 1540-1550. Des chansons sont également reprises à Lyon chez Jacques Moderne et chez divers éditeurs en Italie, notamment Andrea Antico à Rome.
Il a eu une spécialité, celle des grandes chansons descriptives, également teintées d'humour ou de poésie. Ce sont :
- L'Alouette
- Les Cris de Paris
- Le Chant des Oiseaux
- La Chasse
- La Guerre, ou La Bataille de Marignan
- La prise de Boulogne
- La Guerre de Renty ou Verger de musique
- La Bataille de Metz
- Le Caquet des femmes
- Le Rossignol

Ces œuvres introduisent de longs passages en onomatopées, chantées au milieu d'autres paroles ; elles sont publiées en 1527 et 1537 et lui donnèrent une célébrité rapide et internationale. On peut considérer Janequin comme le premier musicien bruitiste, qui tenta de retranscrire dans ses compositions ce qu'il entendait. Quand on écoute La Guerre ou Les Cris de Paris, on a l'impression d'entendre, outre la musique, les sons présents à cette époque, comme si on avait pu les enregistrer.
Notamment, La Bataille a connu un grand succès et a été reprise par de nombreux autres compositeurs de l'époque, qui en donnèrent différentes versions instrumentales ou vocales, en rajoutant quelquefois une cinquième voix tel Philippe Verdelot.
En dehors de ses chansons descriptives, son répertoire se partage entre les chansons rustiques, narratives, galantes, et les épigrammes érotiques ou satiriques.
Les chansons de Janequin sont essentiellement publiées par Pierre Attaingnant, de 1528 à la fin de l’activité de l’atelier en 1553. Dans une moindre mesure, il les confie aussi à Nicolas Du Chemin entre 1549 et 1561, puis à Adrian Le Roy et Robert Ballard à partir de 1556 (donc peu avant sa mort); ceux-ci le republient vingt ans durant, bien après sa mort.
Les chansons sont souvent publiées dans des recueils avec des pièces d’autres auteurs, mais sa notoriété justifie que ces imprimeurs lui consacrent au moins un volume réservé à ses pièces, dont voici une liste sommaire :
- Chansons... nouvellement et correctement imprimées... (Attaingnant, [1528]), RISM J 443.
- Les chansons de La guerre, La chasse, Le chant des oyseaux, La louette [!], Le rossignol. (Attaingnant et Jullet, 1537). RISM J 444.

Ce volume, consacré aux chansons descriptives, est repris à venise chez Angelo Gardano en 1545 puis par Girolamo Scotto en 1550 (RISM J 446 et 447).
- Huitiesme livre contenant xix chansons nouvelles à quatre parties... (Attaingnant, 1540). RISM J 445.
- Le difficile des chansons. Premier livre contenant xxii chansons nouvelles à quatre parties... (Lyon : Jacques Moderne, 1540). RISM J 459, Pogue 1969 no 27. Edition perdue.
- Trente & ungyesme livre contenant xxx chansons nouvelles à quatre... (Attaingnant, 1549). RISM J 448.
- Cinquiesme livre du recueil contenant quatre excellentes chansons anciennes, intitulées Le chant des oyseaux, Le chant de l’alouette, Le chant du rossignol, La guerre ; plus deux autres chansons nouvelles faictes sur le prinse & reduction de Boulogne ; plus la meunière de Vernon, le tout en musique à quatre parties... (Du Chemin, 1551). RISM J 449. Réédité et augmenté en 1555 (RISM J 451).
- Premier livre des inventions musicales... contenant La guerre, Bataille de Metz, Jalouzie, le tout à cinq parties. (Du Chemin, 1555). RISM J 450.
- Le caquet des femmes, à cinq parties. (Du Chemin, 1555). RISM J 452.

Ces deux volumes sont copiés à Lyon par Jacques Moderne (cf. Pogue 1969 no 118).
- Verger de musique contenant partie des plus excellents labeurs de M. C. Janequin, à 5 et 5 parties, nouvellement imprimé... revues & corrigez par luy mesme, premier livre. (Le Roy & Ballard, 1559). RISM J 456.

Cette édition rétrospective et posthume n’a pas connu d’autres livres. Elle aurait été révisée par Janequin lui-même.
On trouvera dans Halévy-His-Vignes 2013, p. 439-465, une liste complète des œuvres de Janequin, y compris les pièces spirituelles et les motets, avec leurs sources originales et le nom des poètes.
Parmi les nombreuses éditions modernes, qui souvent ne concernent qu'une chanson isolée, on peut citer :
- Le Printemps. 1er Fascicule, éd. Henry Expert. Paris : Alphonse Leduc, 1900. 4°, 115 p. (Les Maitres musiciens de la Renaissance française).
- Trente chansons à trois et quatre voix de Clément Janequin, pour soli ou chœur mixte, mises en partition par Maurice Cauchie. Chant seul. Paris : Rouart, Lerolle et Cie, 1928 (Les Concerts de la Renaissance).
- Clément Janequin. Chansons polyphoniques. Edition complète, publiée avec une introduction par A. Tillman-Merritt et François Lesure. Volume I : période bordelaise. Monaco : Editions de l'Oiseau-lyre, [1965]. 4°, viii-184 p.
- Clément Janequin. Chansons polyphoniques. Edition complète, publiée avec une introduction par A. Tillman-Merritt et François Lesure. Volume II : Période angevine. Monaco : Editions de l'Oiseau-lyre, [1965]. 4°, 231 p.
- Clément Janequin. Chansons polyphoniques. Edition complète publiée avec une introduction par A. Tillman Merritt et François Lesure. Volume III : Période angevine. Monaco : Editions de l'Oiseau-lyre, [1967]. 4°, 215 p.
- Clément Janequin. Chansons polyphoniques. Edition complète publiée avec une introduction par A. Tillman Merritt et François Lesure. Volume IV : Période angevine, fin. Période parisienne, début. Monaco : Editions de l'Oiseau-lyre, [1968]. 4°, 205 p.
- Clément Janequin. Chansons polyphoniques. Edition complète publiée avec une introduction par A. Tillman Merritt et François Lesure. Volume V : Période parisienne. [À 4 voix]. Monaco : Editions de l'Oiseau-lyre, [1969]. 4°, 203 p.
- Clément Janequin. Chansons polyphoniques. Edition complète, publiée avec une introduction par A. Tillman Merritt et François Lesure. Volume VI : Période parisienne (fin). Index général. Monaco : Editions de l'Oiseau-lyre, [1971]. 4°, 191 p.

### Postérité
La musique de Janequin demeure très appréciée et a été souvent enregistrée.
Sa chanson La Guerre a été reprise sur la bande originale du film Last Days de Gus Van Sant (au tout début du film et au générique de fin).

#### Bases de données et dictionnaires
- Ressources relatives à la musique :   - International Music Score Library Project
  - AllMusic
  - Bait La Zemer Ha-Ivri
  - Carnegie Hall
  - ChoralWiki 
  - Discography of American Historical Recordings
  - Discogs
  - Grove Music Online
  - MGG Online
  - MusicBrainz
  - Muziekweb
  - Répertoire international des sources musicales
- Ressources relatives au spectacle :   - Les Archives du spectacle
  - Kunstenpunt
- Ressource relative à plusieurs domaines :   - Radio France
- Ressource relative à la recherche :   - Isidore
- Ressource relative à l'audiovisuel :   - IMDb
- Ressource relative aux beaux-arts :   - AGORHA
- Notices dans des dictionnaires ou encyclopédies généralistes :   - Biographie nationale de Belgique
  - Britannica
  - Brockhaus
  - Den Store Danske Encyklopædi
  - Deutsche Biographie
  - Gran Enciclopèdia Catalana
  - Internetowa encyklopedia PWN
  - Nationalencyklopedin
  - Proleksis enciklopedija
  - Store norske leksikon
  - Universalis
  - Visuotinė lietuvių enciklopedija
- Notices d'autorité :   - VIAF
  - ISNI
  - BnF (données)
  - IdRef
  - LCCN
  - GND
  - Italie
  - Japon
  - Espagne
  - Belgique
  - Pays-Bas
  - Pologne
  - Israël
  - NUKAT
  - Catalogne
  - Suède
  - Australie
  - Norvège